# The Big Come Up
The Big Come Up è l'album di debutto del duo statunitense The Black Keys, pubblicato nel 2002 dalla Alive Records.

## Tracce
Testi e musiche di Dan Auerbach e Patrick Carney, eccetto dove indicato.
1. Busted – 2:33 (Burnside)
2. Do the Rump – 2:37 (Kimbrough)
3. I'll Be Your Man – 2:20
4. Countdown – 2:38
5. The Breaks – 3:02
6. Run Me Down – 2:27 (Muddy Waters)
7. Leavin' Trunk – 3:00 – Tradizionale
8. Heavy Soul – 2:08
9. She Said, She Said – 2:32 (John Lennon, Paul McCartney)
10. Them Eyes – 2:23
11. Yearnin' – 1:58
12. Brooklyn Bound – 3:11
13. 240 Years Before Your Time – 2:23

## Formazione
The Black Keys
- Dan Auerbach - chitarra, voce
- Patrick Carney - batteria

Produzione
- Patrick Carney - produzione
- Patrick Boissel - design copertina album
- Robert Kramer - design copertina album, fotografia
- Dave Schultz - mastering